# Đồng âm (âm nhạc)
Trong âm nhạc, thuật ngữ đồng âm (tiếng Anh: unison) có thể có nhiều nghĩa. Nhìn chung, thuật ngữ này có nghĩa ám chỉ hai nốt nhạc có cao độ bằng nhau - thông thường (nhưng không phải luôn luôn) nằm cùng một thời điểm; hay ám chỉ việc nhiều ca sĩ và nhạc sĩ cùng thể hiện một khúc nhạc với cùng một cao độ hay có cao độ cách nhau một hay một vài quãng tám; hay những tiết tấu mang tính đồng nhịp điệu.

## Quãng đồng âm
Định nghĩa của đồng âm:
| “ | Hai âm cao y hệt nhau. | ” |
| — |                        |   |

Thuật ngữ Đồng âm (tiếng Anh gọi là "unison" hay "prime", tiếng Đức: Unisono, Einklang, hay Prime) có thể mang nghĩa ám chỉ một quãng âm (giả) hình thành bởi một âm cao và bản sao của nó; tỉ như quãng C–C, phân biệt với các quãng hai trưởng như C–D. Trong quãng đồng âm, hai âm cao có tỉ lệ tần số là 1:1, cách nhau 0 nửa cung hay 0 âm phân. Mặc dù hai âm cao đồng âm được xem là có cùng cao độ, chúng có thể được phân biệt với nhau vì chúng đến từ những nguồn phát âm khác nhau - có thể hai nguồn âm là hai nhạc cụ khác nhau (đồng âm nốt C được thể hiện bởi ghita và dương cầmⓘ) hay giống nhau đồng âm nốt C được thể hiện bởi 2 dương cầmⓘ. Rõ ràng hai âm này đến từ hai nguồn có vị trí khác nhau hoặc có âm sắc khác nhau do khác loại nhạc cụ hay khác giọng hát (âm sắc khác nhau đồng nghĩa bới việc các sóng âm sẽ dạng sóng khác nhau - chúng có thể có cùng tần số bậc nhất nhưng sẽ khác nhau về biên độ của các sóng hài bậc cao). Quãng đồng âm được xem là quãng có mức độ consonant cao nhất trong khi đó quãng hai thứ thì kém nhất. Quãng hòa âm cũng là quãng dễ được điều âm nhất. Ký hiệu của quãng đồng âm là P1 hay PU.
Tuy nhiên, nhà soạn nhạc Gioseffo Zarlino đã nghi ngờ về tính hợp lý của đồng âm dưới tư cách là một quãng nhạc, lý do là nó không có sự tương phản và ông xem nó như một điểm trong hình học:
| “                   | Sự bằng nhau không bao giờ được tìm thấy trong consonances hay trong các quãng nhạc, và đồng âm đối với nhạc sĩ thì tương tự như một điểm đối với nhà hình học. Điểm là khởi đầu của một đường thẳng nhưng bản thân nó không phải là đường thẳng. Đường thẳng không phải là một tập hợp của các điểm vì bản thân một điểm không hề có độ dài, độ rộng hay độ sâu để mà mở rộng hay kết nối với một điểm khác. Vì thế đồng âm chỉ có thể là khởi đầu của consonance hay quãng nhạc interval; nó không phải là consonance hay quãng nhạc, giống như một điểm thì không thể được mở rộng vậy. | ” |
| — Gioseffo Zarlino, | |   |

## Hợp xướng
| “ | Nhiều ca sĩ hát chung một giai điệu với nhau. | ” |
| — |                                               |   |

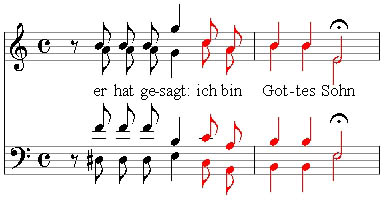
Ví dụ từ Matthäuspassion của J. S. Bach: khúc màu đỏ, tất cả các phần thanh nhạc và nhạc cụ đều chơi đồng âm.

Thuật ngữ in unison có thể được dịch là "hợp xướng", ám chỉ việc một nốt nhạc (hay một chuỗi nốt nhạc trong một giai điệu) được chơi bởi nhiều nhạc cụ khác nhau trong cùng một thời điểm - ở đây các nhạc công có thể trình diễn ở cùng một cao độ hay ở các cao độ cách nhau một hay một vài quãng tám. Một ví dụ như là viôlôngxen và đại hồ cầm (all'unisono). Thông thường, một bộ phận các nhạc công chơi đàn dây sẽ hợp xướng với phần còn lại của dàn nhạc. Thỉnh thoảng từ divisi (từ tiếng Ý, có nghĩa là chia, viết tắt là div.) đánh dấu một thời điểm mà một bộ phận của dàn nhạc - thông thường là những nhạc công vĩ cầm thứ nhất, được chia thành hai nhóm nhằm thể hiện các đoạn nhạc mà - ví dụ như - có thể bao hàm một hợp âm toàn phần. Vì vậy, trong một "divisi", các nhạc công vĩ cầm thứ nhất ở gần khán giả sẽ chơi nốt cao của hợp âm, những nhạc công thứ nhất ở xa hơn sẽ chơi nốt trung và những nhạc công thứ hai sẽ chơi nốt thấp. Khi đã đến thời điểm các nhạc công thứ nhất không chơi "divisi" nữa, bản nhạc phổ sẽ ra dấu hiệu unis. - có nghĩa là "hợp xướng".
Đối với trường hợp nhiều ca sĩ hát cùng với nhau - tỉ như trong một dàn đồng ca, cách đơn giản nhất cũng là "hợp xướng", tức là tất cả các ca sĩ đều hát ở cùng cao độ. Nếu như có các nhạc công chơi kèm trong dàn đồng ca, người nhạc công cũng phải chơi nhạc ở cùng cao độ so với các ca sĩ. Nếu dàn đồng ca hát mà không cần nhạc đệm, thuật ngữ a cappella được dùng để miêu tả trường hợp này. Và, bản nhạc mà tất cả các nốt đều được hợp xướng được gọi là đơn điệu (monophony). Ở đây, việc hát đơn âm không nhất thiết bắt buộc các ca sĩ phải cùng một cao độ, một số ca sĩ có thể hát ở cao độ khác nhưng bắt buộc phải cách cao độ chung một quãng tám. Tính tương đồng của quãng tám cho phép việc thể hiện một nốt nhạc dù ở các cao độ cách nhau một hay nhiều quãng tám cũng được xem gần như là hợp xướng.
Khi từ hai ca sĩ trở lên hát các nốt nhạc khác nhau, hành động này được gọi là "hát bè". Nếu các ca sĩ hát ở các cao độ khác nhau như cùng một nhịp điệu, ta gọi là chủ điệu (homophony). Ví dụ là một dàn tứ tấu "barbershop" hay một dàn đồng ca đang thể hiện một bản thánh ca. Nếu các ca sĩ hát độc lập với nhau (tức là cùng một giai điệu nhưng khác thời điểm hay thậm chí khác giai điệu), việc này được gọi là phức điệu hay đa điệu (polyphony).
Trong tiếng Anh, thuật ngữ in unison cũng được dùng với một nghĩa khác bắt nguồn từ tính chất của việc hợp xướng - nghĩa mới này ám chỉ nhiều người làm việc một cách đồng lòng, nhất trí, cùng thời điểm.

## Đồng âm trong synthesizer
Đối với các synthesizer, thuật ngữ "đồng âm" được dùng để miêu tả hai hay nhiều máy tạo dao động được điều âm phù hợp với nhau nhằm khiến âm thanh trở nên nhanh hơn. Kỹ thuật này phổ biến đến mức trong thiết kế của một số synthesizer tín hiệu tương tự ảo (virtual analog) có tích hợp một máy tạo dao động đặc biệt gọi là "siêu răng cưa" ("super saw" hay "hyper saw") có khả năng tạo ra nhiều sóng răng cưa mất điều hướng cùng một lúc. Kỹ thuật này thường được dùng trong các loại nhạc như nhạc techno và nhạc trance.